# Донатела ди Пјетрантонио
Донатела ди Пјетрантонио (итал. Donatella Di Pietrantonio; Арсита, 5. јануар 1962) је италијанска књижевница која је најпознатија по романима My Mother is a River (Моја мајка је река) и A Girl Returned (Девојка се вратила).

## Живот
Рођена је у Арсити, у провинцији Терамо, потом се преселила да студира у Л'Аквили где је 1986. дипломирала стоматологију на локалном универзитету, затим у Пене, у провинцији Пескара, где је практиковала као дечији стоматолог. Као писац дебитовала је 2011. године романом My Mother is a River (Моја мајка је река), смештеним у њену родну земљу Абруци. Исте године објавила је причу Lo scargio у "Granta Italia".
Године 2013. објавила је свој други роман, Bella mia, посвећен и смештен у Аквилу. Дело, под утицајем трагедије земљотреса 2009. и фокусирано на тему губитка и жалости,  је номиновано за Награда Стрега и освојило Награду Бранцати 2014.  
Године 2017. објавила је свој трећи роман за "Einaudi", Враћена (L'Arminuta), такође смештен у Абруцо; наслов је дијалекатски термин који се може превести као „повратак“. Књига истражује тему односа мајка-дете у њеним најнеобичнијим и патолошким аспектима, а била је и добитница Награде Кампијело и Напуљске награде. На основу романа 2019. настала је позоришна представа у продукцији Teatro Stabile d'Abruzzo и 2021. филм у режији Ђузепеа Бонита. 
Такође 2017. године одликована је Орденом Минерве од стране Универзитета „Gabriele d'Annunzio“ у Кјетију. Године 2020, поново за "Einaudi", објавила је Borgo Sud (Јужно предграђе), такође смештен у Абруцо и који се сматра наставком романа Враћена, јер описује узастопне приче две сестре које су биле протагонисткиње претходног романа. Дело је изабрано за учешће у издању Стрега награде за 2021. годину, завршивши на другом месту, а добило је књижевну награду Basilicata у сегменту „Наратив“.

## Дела

### Новеле
- Mia Madre e un Fiume (Моја мајка је река), 2011.
- Bella mia, 2013.
- L'Arminuta (Враћена), 2017.
- Borgo Sud (Јужно предграђе), 2020.

### Кратке приче
- Lo sfregio, Rivista Letteraria Granta Italia n. 2/2011 - Rizzoli